# 沖縄県道191号与那覇上地線
沖縄県道191号与那覇上地線（おきなわけんどう191ごう よなはうえちせん）は沖縄県宮古島市下地与那覇と下地上地と結ぶ一般県道。

## 概要

### 区間
- 起点：宮古島市下地字与那覇
- 終点：宮古島市下地字上地（国道390号）
- 総延長：1.18km（実延長も同じ）

### 通過自治体
- 宮古島市（宮古島）

### 交差する道路
- 沖縄県道235号保良上地線（宮古島市下地上地）
- 国道390号（終点）

### 重複路線
- 沖縄県道235号保良上地線（宮古島市下地上地 - 終点）

### 主要施設
- 宮古島市下地庁舎（宮古島市下地上地）

## 歴史
- 1953年（昭和28年）に琉球政府道平良与那覇線として指定。
- 1972年（昭和47年）5月15日の本土復帰と同時に県道となった。
- 1975年（昭和50年）に平良市西里（現宮古島市平良西里） - 下地町上地（現同市下地上地）の（旧）城辺下地線（現県道246号の同路線とは別）交点間が国道390号に昇格したため現路線名となった。